# IC 4188
IC 4188 је спирална галаксија у сазвјежђу Ловачки пси која се налази на листи објеката дубоког неба у Индекс каталогу.
Деклинација објекта је + 36° 19' 38" а ректасцензија 13h 6m 2,5s. Привидна величина (магнитуда) објекта IC 4188 износи 15,8 а фотографска магнитуда 16,0. IC 4188 је још познат и под ознакама MCG 6-29-33, KUG 1303+365, PGC 45332.